# Frances (film)
Pour les articles homonymes, voir Frances.
Pour plus de détails, voir Fiche technique et Distribution.
Frances est un film américain réalisé par Graeme Clifford, sorti en 1982.

## Synopsis

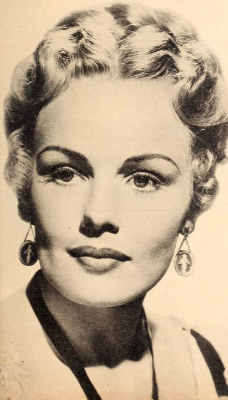
Frances Farmer en 1940

Biographie de l'actrice américaine Frances Farmer (1913-1970).

## Fiche technique
- Titre : Frances
- Réalisation : Graeme Clifford
- Scénario : Eric Bergren (en), Christopher De Vore et Nicholas Kazan
- Production : Jonathan Sanger (en) et Mel Brooks
- Société de production : Brooksfilms
- Musique : John Barry
- Photographie : László Kovács
- Montage : John Wright
- Pays d'origine : États-Unis
- Format : Couleurs - 1,85:1 - Dolby
- Genre : Biographie, drame
- Durée : 140 minutes
- Date de sortie : 1982

## Distribution
- Jessica Lange : Frances Farmer
- Kim Stanley : Lillian Farmer
- Sam Shepard (V. F. : Jean Barney) : Harry York
- Bart Burns (en) : Ernest Farmer
- Jonathan Banks (V. F. : Patrick Poivey) : l'auto-stoppeur
- Bonnie Bartlett : la styliste du studio
- Jeffrey DeMunn : Clifford Odets
- Anne Haney : la coiffeuse
- Albert Lord : l'assistant-réalisateur sur 'Flowing Gold'
- John Randolph : le juge indulgent
- Jack Riley : Bob Barnes
- Lane Smith : Dr Symington
- Keone Young : le médecin chinois
- M. C. Gainey : le journaliste
- Zelda Rubinstein : une malade mentale
- Anjelica Huston : une malade mentale
- Kevin Costner : Luther (non crédité)
- Allan Rich : M. Bebe
- Woodrow Parfrey : Dr Doyle